# ASAP Ferg

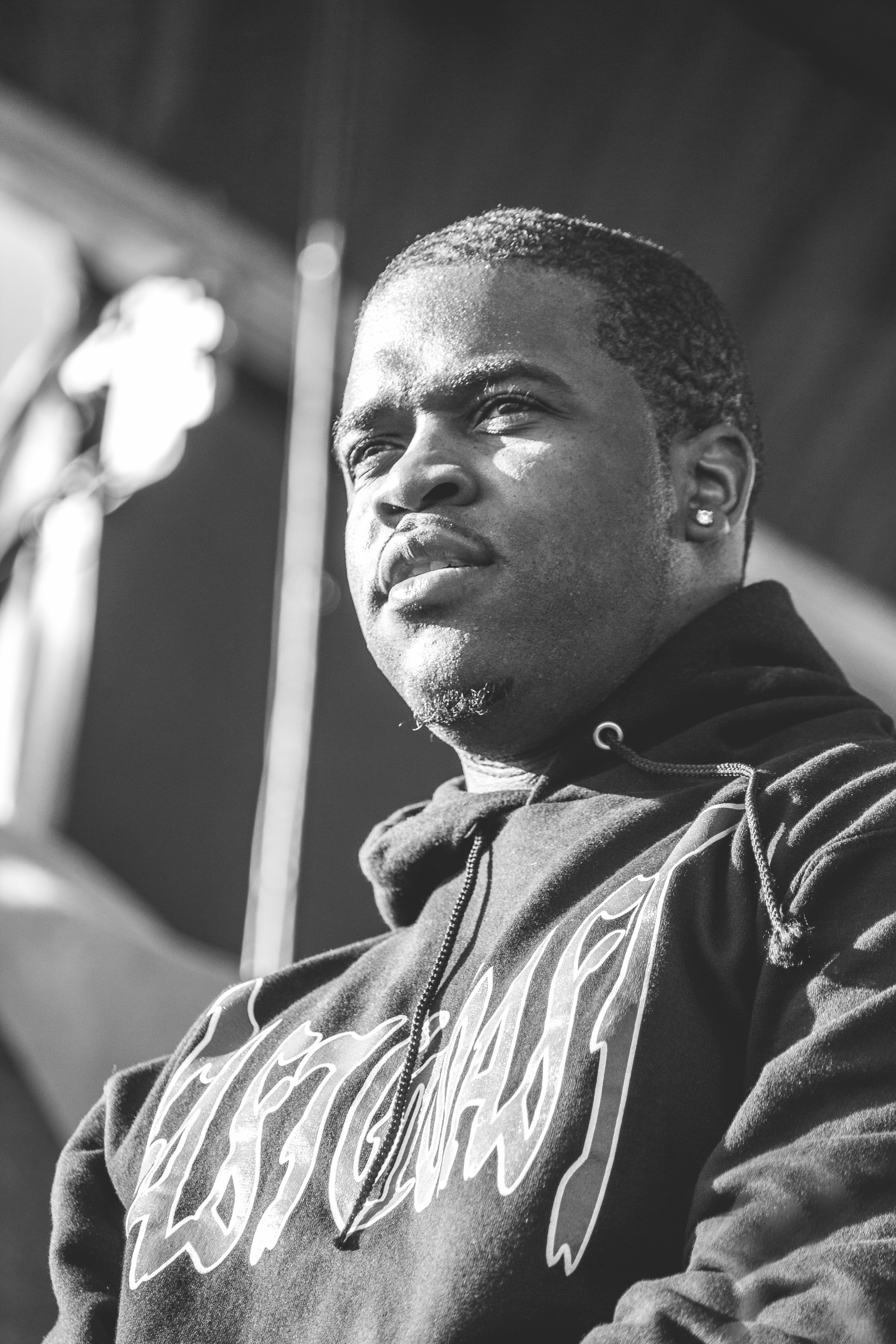
ASAP Ferg (2017)

ASAP Ferg (* 20. Oktober 1988 in Harlem, New York City; bürgerlich Darold Ferguson Jr.), auch A$AP Ferg geschrieben, ist ein US-amerikanischer Rapper und Mitglied des Hip-Hop-Kollektivs ASAP Mob.

## Leben und Karriere
ASAP Fergs Vater Darold Ferguson Sr. besaß eine T-Shirt-Firma. Zu Beginn seines Berufslebens arbeitete er in der gleichen Branche wie sein Vater, indem er als Gründungsmitglied des ASAP Mob als deren Modedesigner tätig war. Zusammen mit ASAP Rocky begann er schließlich zu rappen. Ursprünglich geplant war eine Karriere als Duo, nach dem Vorbild Mobb Deeps. ASAP Rocky hatte jedoch nach einer Reihe von Mixtapes mehr Erfolg als Einzelkünstler, woraufhin ASAP Ferg ebenfalls eine Solokarriere anstrebte.

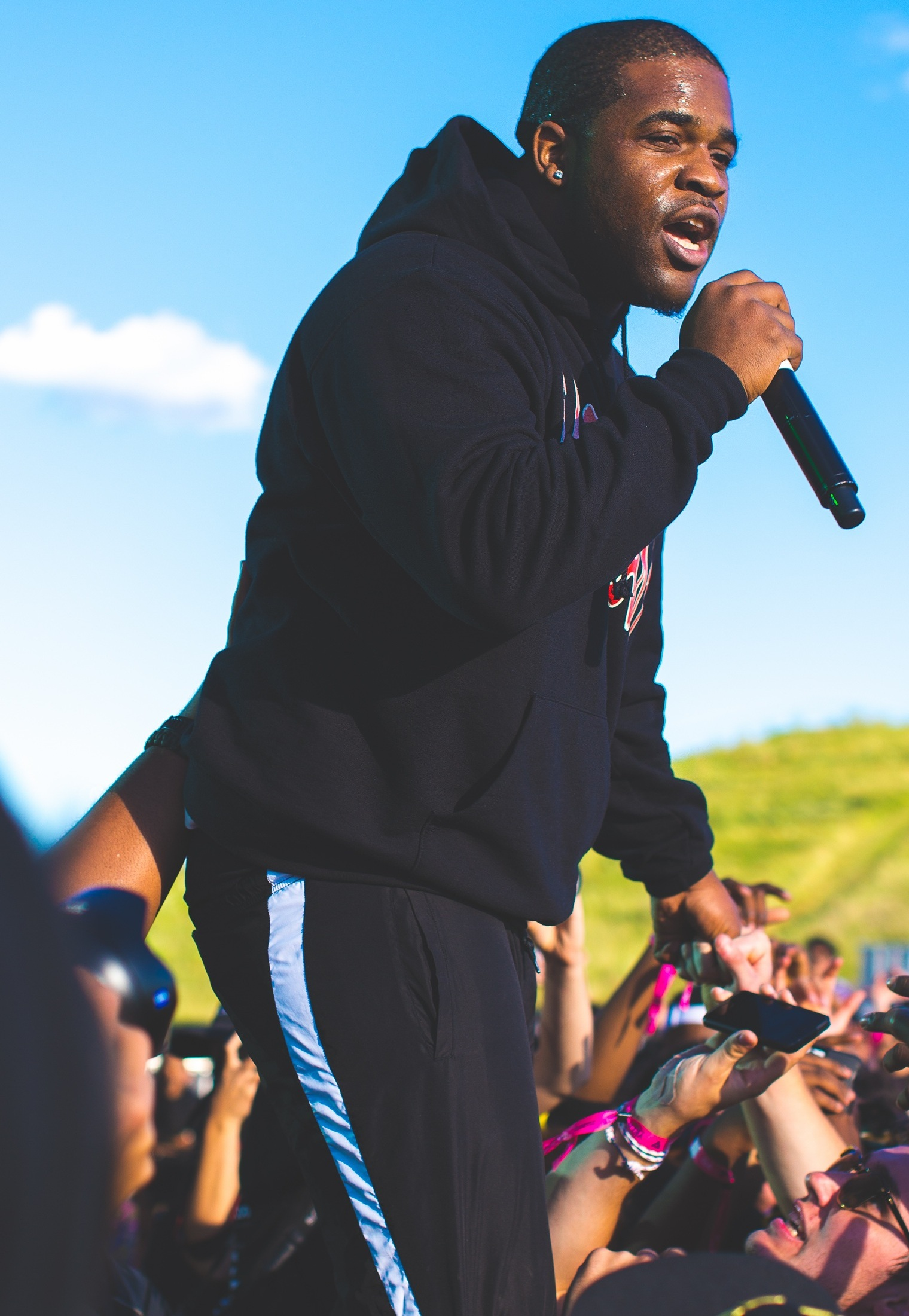
ASAP Ferg bei einem Auftritt (2017)

Erstmals Erfolg als Solokünstler hatte er 2012, als sein Lied Work auf ASAP Mobs Mixtape Lords Never Worry platziert wurde und anschließend 2013 als Single auf Platz 100 der Billboard Hot 100 geführt wurde. Dies verschaffte ihm einen Plattenvertrag mit RCA Records. Daraufhin folgte zunächst ein Remix von Work featuring Trinidad James, French Montana und Schoolboy Q und dann das Stück Persian Wine, beides Auskopplungen aus ASAP Fergs Debütalbum Trap Lord. Der Langspieler konnte sich auf Rang 9 der Billboard 200 positionieren. Im darauf folgenden Jahr veröffentlichte er mit Ferg Forever zunächst wieder ein Mixtape. Das bekannteste Lied daraus war Dope Walk.
2016 erschien ASAP Fergs zweites Album, Always Strive and Prosper. Angeführt von der Single New Level featuring Future, die in der US-amerikanischen Hitparade auf Platz 90 gelangte, übertraf er knapp den Erfolg seines Erstlings und erreichte in der Albumverkaufsliste die 8. Position.

## Diskografie

### Alben
| Jahr | Titel                     | Höchstplatzierung, Gesamtwochen, AuszeichnungChartplatzierungen (Jahr, Titel, Platzierungen, Wochen, Auszeichnungen, Anmerkungen) | Höchstplatzierung, Gesamtwochen, AuszeichnungChartplatzierungen (Jahr, Titel, Platzierungen, Wochen, Auszeichnungen, Anmerkungen) | Höchstplatzierung, Gesamtwochen, AuszeichnungChartplatzierungen (Jahr, Titel, Platzierungen, Wochen, Auszeichnungen, Anmerkungen) | Höchstplatzierung, Gesamtwochen, AuszeichnungChartplatzierungen (Jahr, Titel, Platzierungen, Wochen, Auszeichnungen, Anmerkungen) | Anmerkungen                              |
| Jahr | Titel                     | DE | CH | UK | US | Anmerkungen                              |
| ---- | ------------------------- | --- | --- | --- | --- | ---------------------------------------- |
| 2013 | Trap Lord                 | — | — | UK85 (1 Wo.)UK | US9 Gold · (6 Wo.)US | Erstveröffentlichung: 19. August 2013    |
| 2016 | Always Strive and Prosper | DE77 (1 Wo.)DE | CH38 (1 Wo.)CH | UK67 (1 Wo.)UK | US8 (7 Wo.)US | Erstveröffentlichung: 22. Juni 2016      |
| 2017 | Still Striving            | — | — | — | US12 Gold · (42 Wo.)US | Erstveröffentlichung: 18. August 2018    |
| 2019 | Floor Seats               | — | CH65 (1 Wo.)CH | — | US50 (2 Wo.)US | Erstveröffentlichung: 16. August 2019 EP |
| 2020 | Floor Seats II            | — | — | — | US143 (1 Wo.)US | Erstveröffentlichung: 25. September 2020 |

### Mixtapes
- 2014: Ferg Forever

### Singles
| Jahr | Titel Album                         | Höchstplatzierung, Gesamtwochen, AuszeichnungChartplatzierungen (Jahr, Titel, Album, Platzierungen, Wochen, Auszeichnungen, Anmerkungen) | Höchstplatzierung, Gesamtwochen, AuszeichnungChartplatzierungen (Jahr, Titel, Album, Platzierungen, Wochen, Auszeichnungen, Anmerkungen) | Höchstplatzierung, Gesamtwochen, AuszeichnungChartplatzierungen (Jahr, Titel, Album, Platzierungen, Wochen, Auszeichnungen, Anmerkungen) | Höchstplatzierung, Gesamtwochen, AuszeichnungChartplatzierungen (Jahr, Titel, Album, Platzierungen, Wochen, Auszeichnungen, Anmerkungen) | Anmerkungen                                                                 |
| Jahr | Titel Album                         | DE | CH | UK | US | Anmerkungen                                                                 |
| --- | ----------------------------------- | --- | --- | --- | --- | --------------------------------------------------------------------------- |
| 2013 | Work Lords Never Worry              | — | — | — | US100 (1 Wo.)US | Erstveröffentlichung: 22. Januar 2013 Single aus einem Mixtape von ASAP Mob |
| 2015 | New Level Always Strive and Prosper | — | — | — | US90 ×2Doppelplatin · (3 Wo.)US | Erstveröffentlichung: 18. Dezember 2015 feat. Future                        |
| 2017 | Plain Jane Still Striving           | DE— GoldDE | CH92 (3 Wo.)CH | UK79 Gold · (6 Wo.)UK | US26* ×5Fünffachplatin · (25 Wo.)US | Erstveröffentlichung: 4. August 2017 * Remix feat. Nicki Minaj              |
| 2020 | Move Ya Hips Floor Seats II         | — | — | — | US19 (2 Wo.)US | Erstveröffentlichung: 30. Juli 2020 feat. Nicki Minaj & MadeinTYO           |
| Folgende Lieder erschienen nicht als Single, wurden aber durch das Album zum Download und Streaming bereitgestellt und konnten somit eine Platzierung erlangen: |                                     | | | | |                                                                             |
| |                                     | | | | |                                                                             |
| 2020 | Spicy King’s Disease                | — | — | — | US96 (1 Wo.)US | Charteinstieg: 5. September 2020 Nas feat. Fivio Foreign & ASAP Ferg        |
| 2021 | Me (FWM) Expensive Pain             | — | — | — | US89 (1 Wo.)US | Charteinstieg: 16. Oktober 2021 Meek Mill feat. ASAP Ferg                   |

Weitere Singles
- 2013: Work (Remix) (A$AP Ferg feat. French Montana, Trinidad James, Schoolboy Q & A$AP Rocky, US: ×3Dreifachplatin )
- 2013: Shabba (A$AP Ferg feat. A$AP Rocky, US: ×2Doppelplatin )
- 2014: Lotta That (G-Eazy feat. A$AP Ferg & Danny Seth, US: Gold)
- 2018: Not the Boy
- 2018: Verified

Gastbeiträge
- 2013: Ghetto Symphony (A$AP Rocky feat. Gunplay & A$AP Ferg, US: Gold)
- 2014: Old English (Young Thug feat. Freddie Gibbs & A$AP Ferg, US: Gold)
- 2014: WDYW (Carnage feat. Lil Uzi Vert, A$AP Ferg & Rich the Kid, US: Gold)
- 2014: Hella Hoes (A$AP Mob feat. A$AP Rocky, A$AP Ferg, A$AP Nast & A$AP Twelvyy, US: Gold)
- 2017: Our Streets (DJ Premier feat. A$AP Ferg)
- 2017: Walk On Water (A$ap Mob feat. A$AP Twelvyy, A$AP Ant, A$AP Nast, A$AP Ferg & Playboi Carti, US: Gold)
- 2018: Ned Flanders (Madeintyo feat. A$AP Ferg, US: Gold)
- 2019: Bezerk (Big Sean & Hit-Boy feat. A$AP Ferg, US: Gold)
- 2019: Chase the Money (E-40 feat. A$AP Ferg, Quavo, Roddy Ricch & Schoolboy Q)
- 2019: Lit (Octavian feat. A$AP Ferg)
- 2020: Say It Again (Onefour feat. A$AP Ferg)
- 2024: HOT ONE (Denzel Curry feat. A$AP Ferg & TiaCorine)

## Auszeichnungen für Musikverkäufe
| Silberne Schallplatte - Vereinigtes Königreich - 2024: für das Lied Dreams, Fairytales, Fantasies Goldene Schallplatte - Australien - 2019: für die Single Shabba - Frankreich - 2021: für die Single Plain Jane - Italien - 2019: für die Single Plain Jane - Kanada - 2020: für das Album Trap Lord - Neuseeland - 2017: für die Single Work - 2021: für das Album Trap Lord - 2024: für das Album Floor Seats - Polen - 2023: für die Single Plain Jane (Remix) - 2023: für die Single Plain Jane - Portugal - 2022: für die Single Plain Jane | Platin-Schallplatte - Australien - 2019: für die Single Work - 2024: für die Single Say It Again - Brasilien - 2024: für das Lied Runnin - Dänemark - 2022: für die Single Plain Jane - Kanada - 2019: für die Single New Level - 2019: für die Single Shabba - 2019: für die Single Work - Neuseeland - 2023: für die Single Shabba - 2025: für das Album Still Striving 3× Platin-Schallplatte - Australien - 2020: für die Single Plain Jane 4× Platin-Schallplatte - Neuseeland - 2024: für die Single Plain Jane 5× Platin-Schallplatte - Kanada - 2020: für die Single Plain Jane |

Anmerkung: Auszeichnungen in Ländern aus den Charttabellen bzw. Chartboxen sind in ebendiesen zu finden.
| Land/RegionAuszeichnungen für Musikverkäufe (Land/Region, Auszeichnungen, Verkäufe, Quellen) | Silber  | Gold       | Platin       | Verkäufe   | Quellen              |
| -------------------------------------------------------------------------------------------- | ------- | ---------- | ------------ | ---------- | -------------------- |
| Australien (ARIA)                                                                            | —       | Gold1      | 5× Platin5   | 385.000    | aria.com.au          |
| Brasilien (PMB)                                                                              | —       | —          | Platin1      | 40.000     | pro-musicabr.org.br  |
| Dänemark (IFPI)                                                                              | —       | —          | Platin1      | 90.000     | ifpi.dk              |
| Deutschland (BVMI)                                                                           | —       | Gold1      | —            | 200.000    | musikindustrie.de    |
| Frankreich (SNEP)                                                                            | —       | Gold1      | —            | 100.000    | snepmusique.com      |
| Italien (FIMI)                                                                               | —       | Gold1      | —            | 25.000     | fimi.it              |
| Kanada (MC)                                                                                  | —       | Gold1      | 8× Platin8   | 680.000    | musiccanada.com      |
| Neuseeland (RMNZ)                                                                            | —       | 3× Gold3   | 6× Platin6   | 195.000    | radioscope.co.nz NZ2 |
| Polen (ZPAV)                                                                                 | —       | 2× Gold2   | —            | 50.000     | olis.pl              |
| Portugal (AFP)                                                                               | —       | Gold1      | —            | 5.000      | Einzelnachweise      |
| Vereinigte Staaten (RIAA)                                                                    | —       | 10× Gold10 | 12× Platin12 | 17.000.000 | riaa.com             |
| Vereinigtes Königreich (BPI)                                                                 | Silber1 | Gold1      | —            | 600.000    | bpi.co.uk            |
| Insgesamt                                                                                    | Silber1 | 22× Gold22 | 33× Platin33 |            |                      |